# المعهد الملكي لبريطانيا العظمى

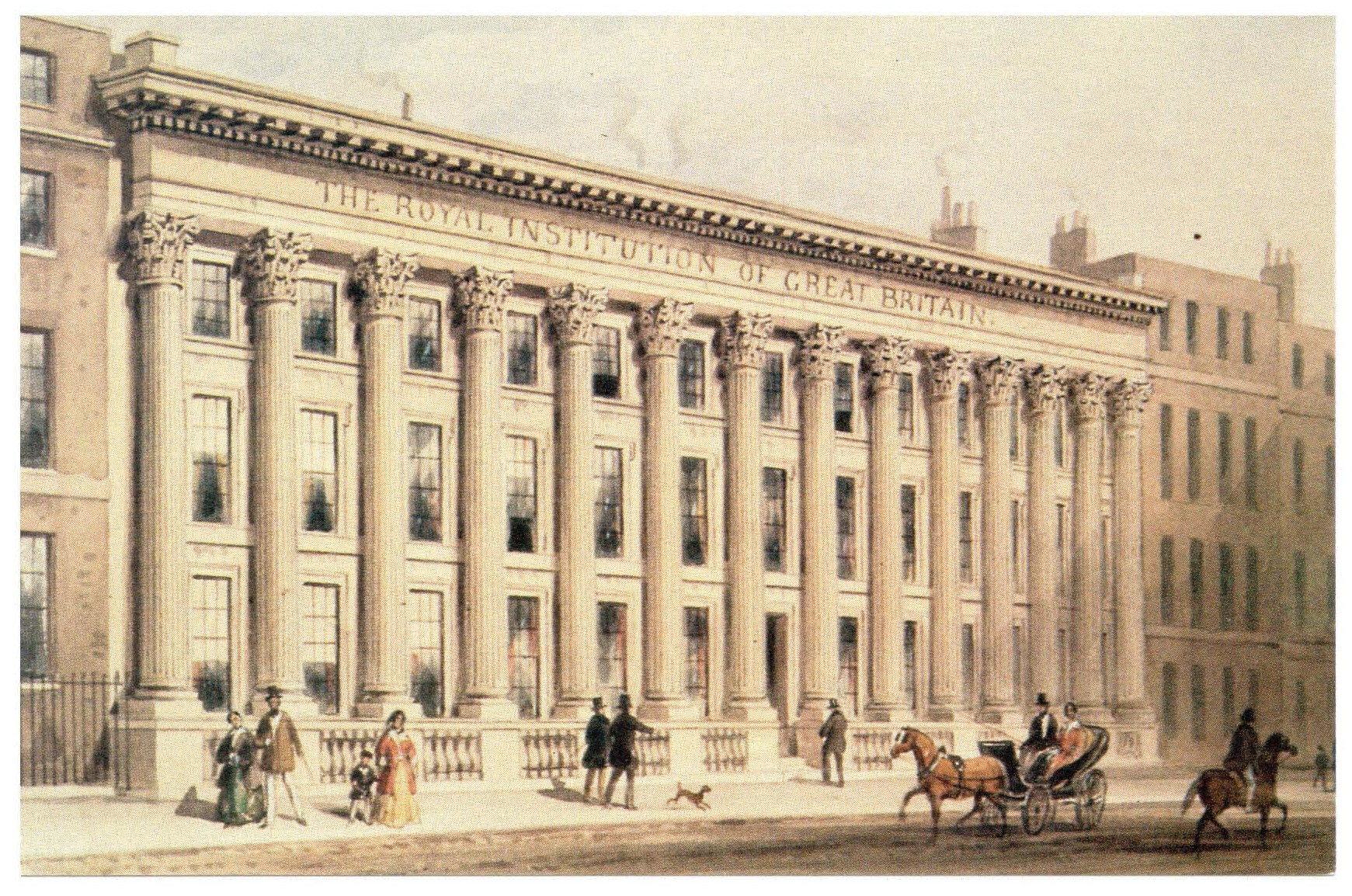
المعهد الملكي عام 1838.

المعهد الملكي لبريطانيا العظمى (بالإنجليزية:Royal Institution) هو معهد بريطاني تأسس في عام 1799 م ويقع في لندن ومهمه المعهد التعليم والبحث العلمي.

## روابط خارجية
- الموقع الرسمي